# Litauischer Bürgerkrieg (1389–1392)

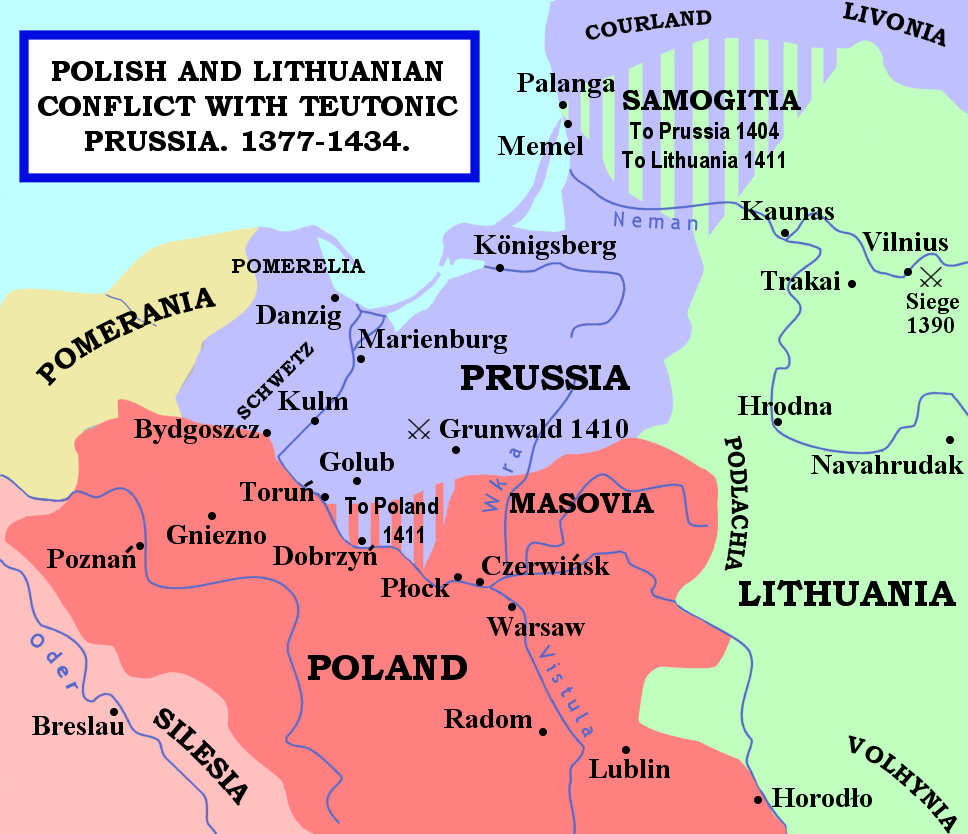
Territoriale Situation in der Region

Der Litauische Bürgerkrieg 1389–1392 war der zweite litauische Bürgerkrieg zwischen Władysław II. Jagiełło, König von Polen und Großherzog von Litauen, und seinem Vetter Vytautas. Es ging um die Kontrolle des Großfürstentums Litauen, des damals größten Staates in Europa. Jagiełło war 1386 zum König von Polen gekrönt worden; er setzte seinen Bruder Skirgaila als Herrscher von Litauen ein. Skirgaila erwies sich als unpopulär in Litauen und Vytautas versuchte, ihn abzusetzen. Vytautas verbündete sich mit dem Deutschen Orden, dem gemeinsamen Feind. Vytautas und die Deutschordensritter belagerten Vilnius im Jahr 1390 erfolglos. In den folgenden zwei Jahren wurde deutlich, dass keine der beiden Seiten einen klaren Sieg erringen konnte, und Jagiełło schlug einen Kompromiss vor: Vytautas würde Großherzog werden und Jagiełło würde Oberherzog bleiben. Dieser Vorschlag wurde im Vertrag von Ostrów von 1392 angenommen, und Vytautas wandte sich gegen den Deutschen Orden. Er regierte dann 38 Jahre lang als Großherzog von Litauen, und die Vettern blieben im Frieden miteinander.

## Vorgeschichte
Die Familie Gediminas regierte einen Staat, der das Gebiet des heutigen Litauens, von Belarus, der Ukraine, Moldaus sowie Teile Polens und Russlands umfasste. Gediminas starb 1341; danach regierten seine Söhne Algirdas und Kęstutis, die Väter von Jagiełło (litauischer Name: Jogaila) und Vytautas, das Großherzogtum. Nach dem Tod von Algirdas im Jahr 1377 begannen Kęstutis, Jagiełło und Vytautas jedoch einen Machtkampf. In ihrem ersten Konflikt, dem Litauischen Bürgerkrieg zwischen 1381 und 1384, schlossen Vytautas und Jagiełło kurzlebige Bündnisse mit dem Deutschen Ritterorden. Vytautas gelang es nicht, den Thron zu erobern, und er versöhnte sich 1384 mit Jagiełło.
Jagiełło schuf ein bedeutendes neues Bündnis mit dem Königreich Polen, als er im August 1385 mit der zwölfjährigen Königin von Polen, Jadwiga von Polen, ein Abkommen schloss, das als Union von Krewo bekannt wurde. Er heiratete Jadwiga und wurde im Februar 1386 jure uxoris zum König von Polen gekrönt. Als Bedingung für die Heirat und die Krönung erklärte sich Jagiełło bereit, selbst dem Heidentum abzuschwören, seine Untertanen zu christianisieren und eine Personalunion zwischen Polen und Litauen zu gründen. Die Union war für den Deutschen Orden eine unwillkommene Entwicklung, da sie Polen und Litauen, zwei dem Orden feindlich gesinnte Staaten, vereinte und ein christianisiertes Litauen dem Orden die ideologische Rechtfertigung für den Litauenkreuzzug entzog. So suchte der Orden nach Möglichkeiten, die polnisch-litauische Union rückgängig zu machen; er beanspruchte Samogitien, einen Teil Westlitauens, der an die Ostsee grenzte, und weigerte sich, die Taufe von Jagiełło im Jahr 1386 anzuerkennen.
Vytautas wurde Herzog von Hrodna und Podlachien; Jagiełło, der jetzt unter dem Namen Władysław II (Władysław II Jagiełło) regierte, ernannte seinen Bruder Skirgaila zum Regenten in Litauen. Skirgaila, der auch Vytautas’ Erbe in Trakai regierte, war jedoch beim litauischen Adel unbeliebt. Vytautas hingegen wurde immer populärer und Władysław II. begann, ihn als Rivalen zu sehen. Vytautas wurde von Litauern unterstützt, die sich über die polnische Auslegung der jüngsten Union von Krewo bedroht fühlten. Diese Litauer wollten ihre eigenen Rechtsstrukturen beibehalten und offizielle Ämter Litauern vorbehalten. Die litauischen Eliten waren auch gegen die von König Władysław II. durchgeführten Veränderungen in dem Regierungssystem Litauens.

## Bürgerkrieg

### 1389–1390
Vytautas suchte ein Militärbündnis mit dem Deutschen Orden für einen Feldzug in Litauen gegen Skirgaila und schickte den gefangenen Ritter Marquard von Salzbach zu Verhandlungen. Am 19. Januar 1390 unterzeichnete Vytautas in Lyck einen Vertrag, der die Bedingungen eines früheren Abkommens, des Vertrags von Königsberg, bestätigte, der 1384 während seines ersten Konflikts mit Jagiełło unterzeichnet worden war. In diesem Vertrag wurde den Rittern als Gegenleistung für ihre militärische Unterstützung Samogitien bis zum Fluss Nevėžis zugesagt. Da die Ritter zuvor verraten worden waren, verlangten sie als Garantie für Vytautas’ Loyalität Geiseln: seine Brüder Sigismund und Tautvilas, seine Frau Anna, seine Tochter Sofia, seine Schwester Rymgajla, seinen Günstling Iwan Olschanski und eine Reihe anderer Adliger.

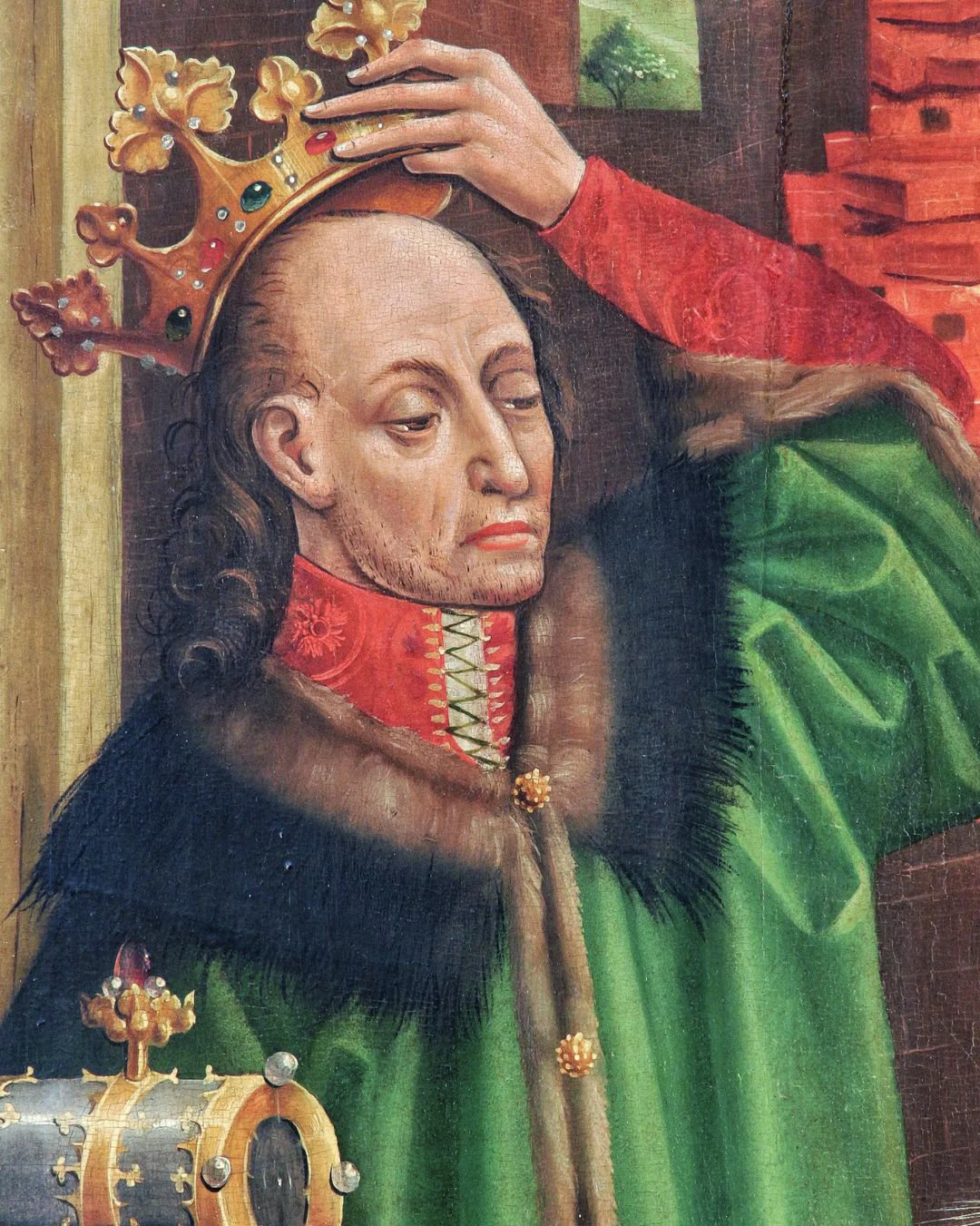
Władysław II Jagiełło

Im Mai traf eine Delegation von 31 samogitischen Adligen in Königsberg ein und verpflichtete sich mit der Unterzeichnung des Königsberger Vertrags zur Treue gegenüber Vytautas. Die gemeinsamen Streitkräfte von Vytautas und dem Deutschen Ritterorden bestanden größtenteils aus Freiwilligen und Söldnern aus Westeuropa, vor allem aus Frankreich, den deutschen Staaten und England. Zu den Teilnehmern gehörten Henry, Earl of Derby, der spätere König Heinrich IV. von England, und der französische Marschall Jean Le Maingre. Die englischen Kreuzfahrer hinterließen detaillierte Aufzeichnungen über ihre Aktionen in Preußen und Litauen, und ihre Taten wurden von Geoffrey Chaucer in den Canterbury Tales erwähnt, möglicherweise als Kompliment für die englischen Ritter und den zukünftigen König. In der Zwischenzeit erzielte Jagiełło einige militärische Erfolge: Seine Truppen eroberten mehrere Burgen in Podlachien, die von polnischen Garnisonen bewacht wurden, und nahmen im April 1390 nach einer sechswöchigen Belagerung Hrodna ein.
Die neu zusammengestellte Koalition organisierte eine Reihe kleinerer Feldzüge in Litauen; der größte wurde am Ende des Sommers unternommen. Bei diesem Feldzug brannten die Ritter die Holzburgen von Kernavė nieder, möglicherweise die erste Hauptstadt Litauens, die sich von der Zerstörung nie erholte. Während das Heer die Georgenburg belagerte, starb Hochmeister Konrad Zöllner von Rotenstein. Die Koalition beschloss, die Belagerung abzubrechen und stattdessen auf Vilnius zu marschieren. Am 11. September 1390 begannen die gemeinsamen Truppen eine fünfwöchige Belagerung der Stadt. Die Burgen von Vilnius wurden von Skirgaila gehalten, der eine Kombination aus polnischen, litauischen und ruthenischen Truppen befehligte. Die Ritter legten einen Großteil der äußeren Stadt in Schutt und Asche. Vytautas’ Bruder Tautvilas Kęstutaitis und Jagiełłos Bruder Karigaila starben während der Belagerung. Die Belagerer stießen auf verschiedene Schwierigkeiten. Die Schießpulvervorräte gingen zur Neige, das Wetter verschlechterte sich, die Dienstzeit einiger Freiwilliger aus Westeuropa endete, und die Ritter brauchten einen neuen Hochmeister. Sie beschlossen deshalb nach Preußen zurückzukehren.

### 1391–1392

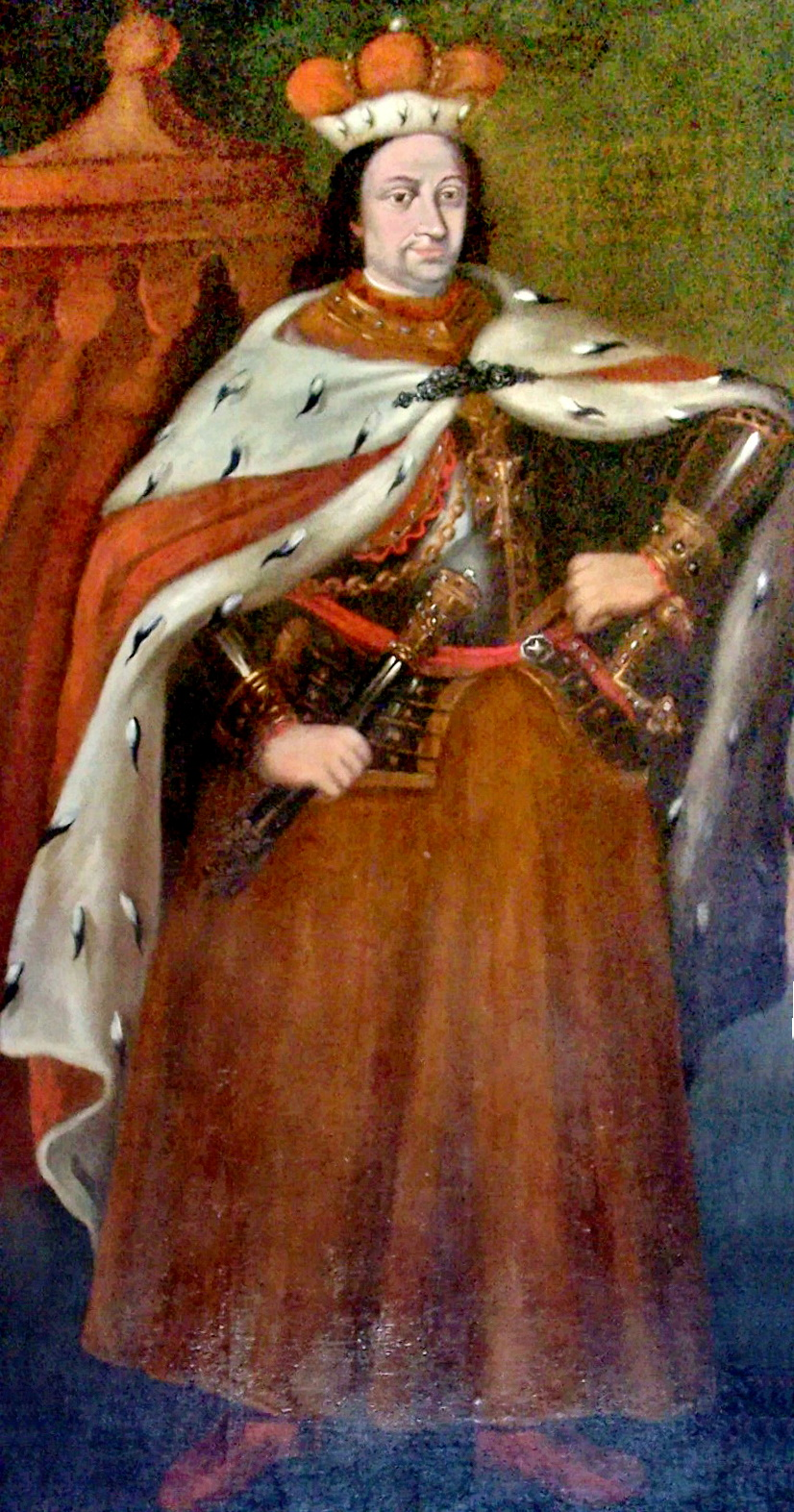
Vytautas

Am 21. Januar 1391 heiratete Vytautas’ einzige Tochter, Sofia von Litauen, Wassili I., den Großfürsten von Moskau. Dieses Bündnis stärkte Vytautas’ Einfluss in den slawischen Ländern und stellte einen potenziellen neuen Verbündeten gegen Polen dar. Der Deutsche Orden war während der langwierigen Wahl seines neuen Hochmeisters Konrad von Wallenrode untätig. Wallenrode warb nach seiner Wahl neue Freiwillige aus Frankreich, England und Schottland an. Im Herbst 1391 organisierten die Deutschordensritter einen weiteren Feldzug gegen Vilnius. Sie verwüsteten die nahegelegenen Städte Ukmergė und Maišiagala, aber für eine zweite Belagerung von Vilnius fehlten ihnen die Mittel. Im November 1391 griff Vytautas die Gebiete bei Merkinė und Hrodna an.
In der Zwischenzeit kauften die Deutschen Ritter Ländereien in Preußen. Im Mai 1392 nahm von Wallenrode Verhandlungen mit Sigismund von Ungarn auf, um die Neumark für 500.000 Gulden zu kaufen. Die Verhandlungen scheiterten, da mehrere Herzöge Anspruch erhoben. Der Kauf der Neumark wurde erst 1402 mit Jobst von Mähren abgeschlossen. Im Juli 1392 erklärten sich die Ritter bereit, Władysław Opolczyk 50.000 Gulden für das Dobriner Land zu zahlen, das seit 1377 unter den Piastenherzögen umstritten war. Der Herrscher von Opole in Schlesien hatte wenig Interesse an den unruhigen Regionen in seinem Norden. Im Jahr 1392 unterbreitete er einen Vorschlag zur Aufteilung Polens unter dem Deutschen Ritterorden, dem Heiligen Römischen Reich, Schlesien und Ungarn, der jedoch abgelehnt wurde. Diese Käufe des Deutschen Ordens bedrohten die nördlichen Grenzen Polens.
Weder Jagiełło noch Vytautas hatten einen klaren Vorteil erlangt, und die vom Bürgerkrieg betroffenen Gebiete des Großherzogtums waren verwüstet worden. Der polnische Adel war mit dem Krieg unzufrieden; Jagiełło verbrachte viel Zeit mit litauischen Angelegenheiten, und die erwarteten Vorteile der Union von Krewo waren ausgeblieben. Die Union sollte die polnische Kontrolle über Galizien, Moldawien und die Walachei stärken und nicht zu neuen Unruhen im Norden führen. Jagiełło war mit der Verwaltung seines Hofes, den Kämpfen im Südosten und seiner kränklichen Frau ausgelastet. Jagiełło versuchte, den unbeliebten Skirgaila in Litauen durch seinen jüngeren Bruder Vygantas zu ersetzen, doch dieser starb unter ungeklärten Umständen – Gerüchten zufolge wurde er entweder von Vytautas oder Skirgaila vergiftet. Jagiełło beschloss schließlich, einen Kompromiss mit Vytautas zu suchen.

## Friedensschluss
Im Frühjahr 1392 schlug Jagiełło über seinen Gesandten, Heinrich von Masowien, Bischof von Płock, einen Kompromiss vor: Vytautas würde Großherzog von Litauen werden, wenn er Jagiełło als obersten Herzog anerkennen würde. Vytautas nahm das Angebot an und verriet damit den Deutschen Orden. Da diese Vereinbarung mit Jagiełło im Geheimen getroffen wurde, ahnten die Ordensritter nichts, als Vytautas sie zu den Festlichkeiten in seinem Hauptquartier, der Burg Ritterswerder, einlud. Die meisten der prominenten Gäste wurden gefangen genommen, und Vytautas’ Heer griff die unterbesetzten Holzburgen von Ritterswerder, Metenburg und Neugarten (Neu-Hrodna) bei Hrodna an und zerstörte sie.
Am 4. August 1392 wurde das Abkommen von Ostrów unterzeichnet, das die Vereinbarung formalisierte und den Bürgerkrieg beendete. Vytautas wurde Großherzog und forderte sein Erbe in Trakai zurück, während Skirgaila mit dem Fürstentum Kiew entschädigt wurde, wo er 1397 starb. Obwohl Vytautas formell ein Vasall von Jagiełło war, übte er im Großherzogtum erhebliche Macht aus. Seine Unabhängigkeit wurde 1401 in der Union von Vilnius und Radom anerkannt. Vytautas regierte Litauen bis zu seinem Tod im Jahr 1430 und die Beziehungen mit Jagiełło blieben friedlich. Die deutschen Ritter, die zum zweiten Mal verraten wurden, nahmen ihre Kriege gegen Litauen wieder auf. Sie versuchten, Samogitien zu erobern, das ihnen Vytautas zweimal versprochen hatte. Im Jahr 1398 wurde der Vertrag zu Salinwerder unterzeichnet und Samogitien den Ordensrittern überlassen, um die Westfront des Herzogtums zu beruhigen, während Vytautas einen großen Feldzug gegen die Goldene Horde im Osten organisierte. Vytautas erlitt jedoch eine schwere Niederlage in der Schlacht an der Worskla im Jahr 1399. Die Vettern Vytautas und Jagiełło schlossen sich 1410 in der Schlacht von Grunwald zusammen, wo sie den Deutschen Orden besiegen konnten.